# Stazione delle Cure
1 Firenze Campo di Marte
2 Firenze Castello
3 Le Cure
4 Le Piagge
5 Firenze Rifredi
6 Firenze Rovezzano
7 Firenze San Marco Vecchio
8 Firenze Santa Maria Novella
9 Firenze Statuto
La stazione delle Cure è una fermata ferroviaria della città di Firenze, sita nei pressi della piazza delle Cure, posta sul tratto urbano Firenze Campo Marte-Il Cionfo della ferrovia Faentina.

## Storia
La fermata venne attivata il 17 febbraio 2001.

## Strutture e impianti
La fermata è costituita da un semplice marciapiede posto lateralmente all'unico binario della linea.

## Caratteristiche
Dal punto di vista dell'esercizio ferroviario, Le Cure viene considerata come punto singolare: un binario di fermata decentrato facente parte dell'area della stazione de Il Cionfo, la quale è costituita da un raggruppamento di impianti ferroviari. In caso di fermata del treno, l'ordine di ripartenza viene dato dal capotreno.

## Movimento
Fa parte della diramazione della ferrovia Faentina che si attesta alla stazione di Firenze Campo di Marte, pertanto gli unici treni che fanno ivi fermata hanno quella origine/destinazione.